# 1990年大西洋飓风季时间轴

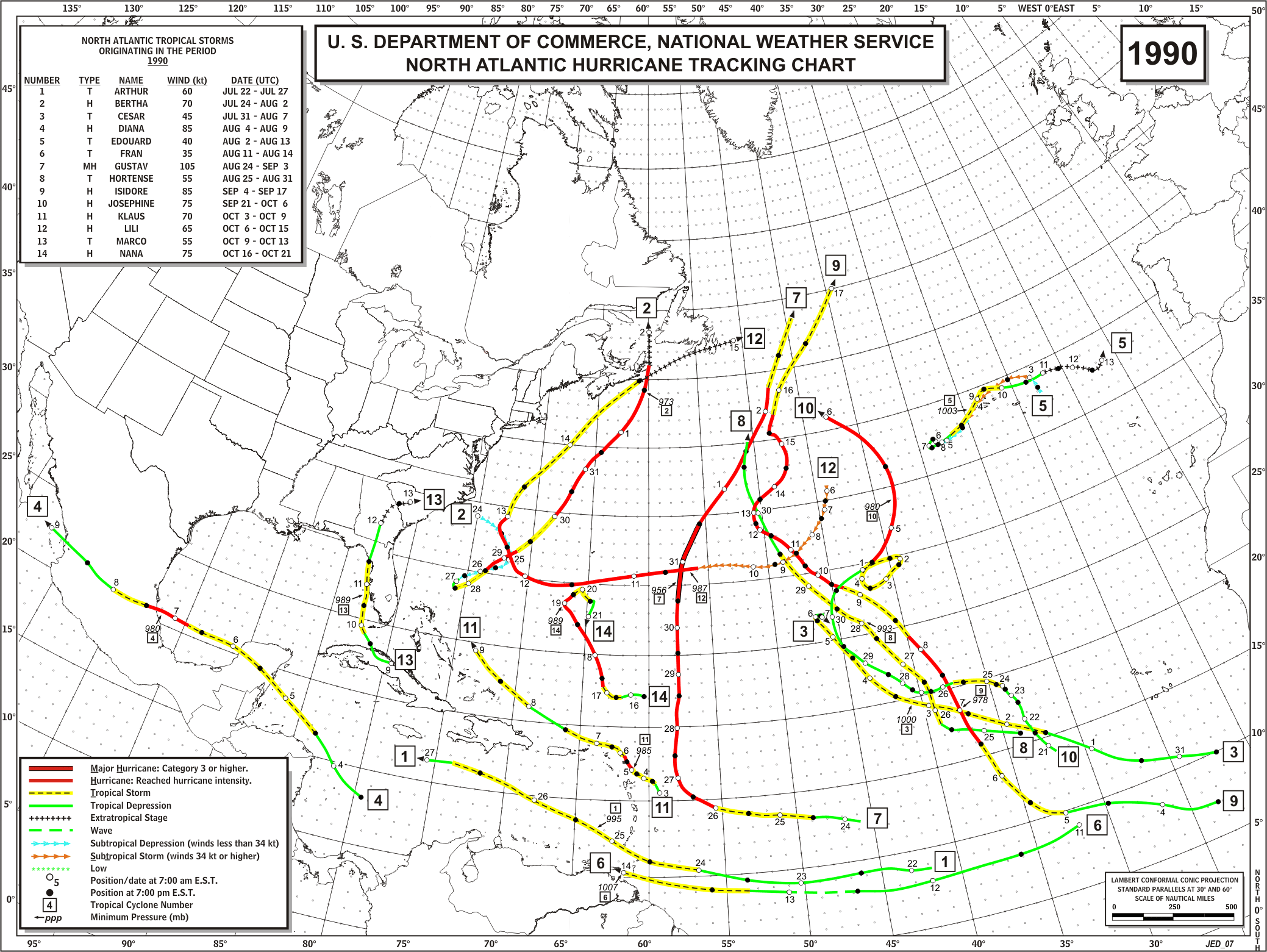
1990年大西洋飓风季所有风暴的路径图

1990年大西洋飓风季创下了当时单个飓风季获命名风暴数量的新纪录，全季大西洋盆地共有14个热带气旋获得命名。飓风季从1990年6月1日正式开始，同年11月30日结束，传统上这样的日期界定了一年中绝大多数热带气旋在大西洋形成的时间段，不过今年的第一号热带低气压早在5月24日就已形成，飓风娜娜是本季最后一场风暴，于10月21日消散。
本飓风季一共产生了16股热带低气压，其中14股增强成热带风暴，8场达到飓风标准，1场成为大型飓风。虽然这一季中获得命名的风暴数量刷新了原有纪录，但由于大部分热带气旋都比较弱或是一直在海上徘徊，因此只有两场风暴因造成一定程度的经济损失和人员伤亡而拥有一定的知名度，分别是飓风戴安娜和热带风暴马可。全季最强烈的热带气旋则是飓风古斯塔夫。
本时间轴中记录了全年大西洋盆地所有热带和亚热带气旋形成、增强、减弱、登陆、转变成温带气旋以及消散的具体信息。美国国家飓风中心每年都会对前一年飓风季的所有天气系统进行重新分析，并根据结果更新其风暴数据库，因此以下时间轴中还包含有实际操作中没有发布的信息。包括风速、位置、距离在内的所有数字都是经四舍五入换算成整数。

## 风暴时间轴

### 5月
5月24日

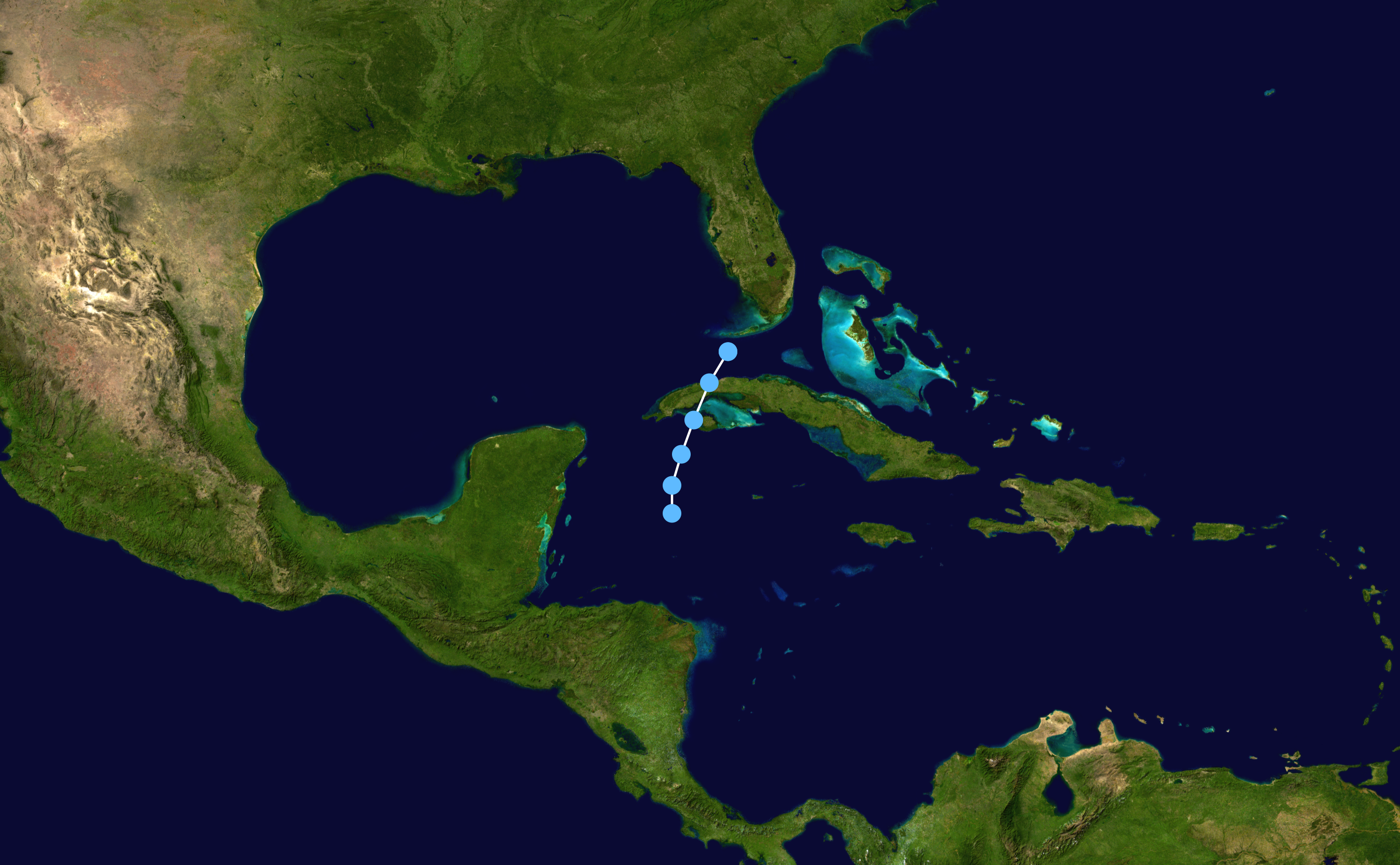
第一号热带低气压的路径图，在飓风季正式开始前形成和消散。

- 下午18点：第一号热带低气压在洪都拉斯利蒙（Limón）和古巴圣安东尼奥海角（Cape San Antonio）之间海域中部附近形成[8]。

5月25日
- 凌晨0点：第一号热带低气压达到风速每小时45公里，最低气压1007毫巴（百帕，29.74英寸汞柱）的最高强度[8]。
- 中午12点到下午18点：第一号热带低气压以风力时速45公里强度从古巴马坦萨斯省瓜西马尔（Guasimal）附近登陆[8]。

5月26日
- 中午12点：第一号热带低气压在佛罗里达州基韋斯特島以西约70公里洋面被一股逐渐逼近的冷锋吸收[8]。

### 6月
- 整个6月都没有热带气旋在大西洋盆地发展和形成[9]。

6月1日
- 凌晨0点：1990年大西洋飓风季正式开始[2]。

### 7月
7月22日
- 凌晨2点：第二号热带低气压在特立尼达岛西班牙港以东约2165公里海域发展形成[10]。

7月24日
- 中午12点：第二号热带低气压达到热带风暴强度并获命名为“亚瑟”（Arthur）[10]。
- 中午12点：北卡罗来纳州近海发展出一股亚热带低气压[11] 。

7月25日
- 下午18点：热带风暴亚瑟达到风速每小时110公里，最低气压995毫巴（百帕，29.38英寸汞柱）的最高强度[10]。

7月27日
- 早上6点：热带风暴亚瑟减弱成热带低气压[10]。
- 早上6点：北卡罗莱纳州近海形成的亚热带低气压获得了足够的热带天气系统特征，美国国家飓风中心因此将其重新归类为第三号热带低气压[11]。
- 下午18点：热带低气压亚瑟在牙买加以南洋面消散[10]。

7月28日
- 凌晨0点：第三号热带低气压达到热带风暴强度标准并获名“伯莎”（Bertha）[11]。

7月29日
- 凌晨0点：热带风暴伯莎成为本季首场飓风[11]。
- 下午18点：飓风伯莎减弱成热带风暴[11]。

7月30日

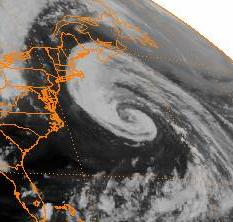
即将达到最高强度的飓风伯莎

- 中午12点：热带风暴伯莎再次达到一级飓风标准[11]。

7月31日
- 凌晨0点：第四号热带低气压在佛得角以南海域形成[12]。

### 8月
8月2日
- 凌晨0点：飓风伯莎达到风力时速130公里，最低气压973毫巴（百帕，28.73英寸汞柱）的最高强度[11]。
- 凌晨0点：第四号热带低气压达到热带风暴强度并获命名为“塞萨尔”（Cesar）[12]。
- 早上6点：飓风伯莎减弱成热带风暴并以风速每小时115公里强度在加拿大新斯科舍悉尼（Sydney）附近登陆，还在同一时间转变成温带风暴[11]。
- 中午12点：热带风暴塞萨尔达到风力时速85公里，最低气压1000毫巴（百帕，29.53英寸汞柱）的最高强度[12]。
- 下午18点：亚速尔群岛附近洋面形成了本季的第二股亚热带低气压[13]。

8月3日
- 中午12点：第二股亚热带低气压强化成亚热带风暴[13]。

8月4日
- 凌晨0点：第五号热带低气压在西南加勒比海发展形成[14]。
- 下午18点：亚热带风暴减弱成亚热带低气压[13]。

8月5日
- 凌晨0点：第五号热带低气压升级成热带风暴并获名“戴安娜”（Diana）[14]。
- 晚上20点：热带风暴戴安娜以每小时100公里风速从尤卡坦半岛的费利佩卡里略波多附近登陆[14]。

8月6日
- 中午12点：热带风暴塞萨尔降级成热带低气压[12]。
- 下午18点：第二股亚热带低气压因表现出足够的热带天气系统特征而由美国国家飓风中心重新分类成第六号热带低气压[13]。

8月7日
- 早上6点：热带风暴戴安娜进入坎佩切湾后强化成本季第二场飓风[14]。
- 下午18点：热带低气压塞萨尔在百慕大以东约1850公里洋面消散[12]。
- 下午18点：飓风戴安娜达到二级飓风强度标准，并且几乎在同一时间达到风力时速165公里，最低气压980毫巴（百帕，28.94英寸汞柱）的最高强度[14]。
- 晚上19点：飓风戴安娜以每小时165公里风速强度在墨西哥韦拉克鲁斯州的图斯潘附近登陆[14]。

8月8日
- 凌晨0点：飓风戴安娜弱化成热带风暴[14]。
- 中午12点：热带风暴戴安娜退化成热带低气压[14]。
- 下午18点：第六号热带低气压达到热带风暴强度并获名“爱德华”（Edouard）[13]。

8月9日

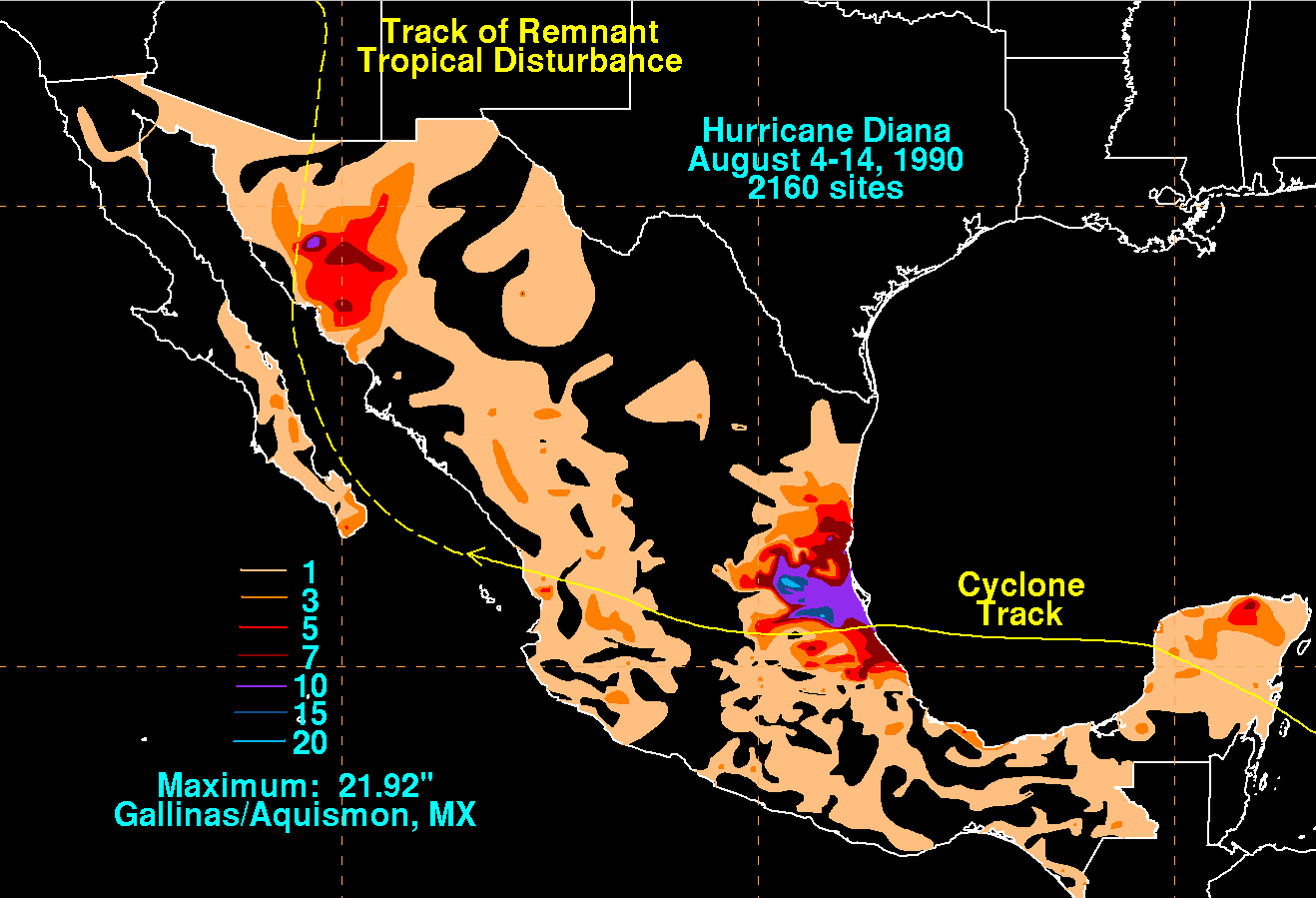
飓风戴安娜在墨西哥产生的降水分布

- 早上6点：热带风暴爱德华达到风力时速75公里，最低气压1003毫巴（百帕，29.62英寸汞柱）的最高强度[13]。
- 下午18点：热带低气压戴安娜在进入加利福尼亚湾后消散[14]。

8月10日
- 中午12点：热带风暴爱德华减弱成热带低气压[13]。

8月11日
- 中午12点：热带低气压爱德华在位于亚速尔群岛东北偏东方向海域时转变成温带风暴[13]。
- 中午12点：第七号热带低气压在佛得角西南方向洋面发展形成[15] 。

8月13日
- 凌晨0点：第七号热带低气压退化成东风波[注 2][15]。
- 中午12点：东风波再生成第七号热带低气压[15]。
- 下午18点：第七号热带低气压达到热带风暴强度并获名“弗兰”（Fran）[15]。

8月14日
- 中午12点：热带风暴弗兰达到风力时速65公里，最低气压1007毫巴（百帕，29.74英寸汞柱）的最高强度[15]。
- 下午18点：由于与委内瑞拉陆地间强烈的相互作用，热带风暴弗兰在加勒比地区最东南角上空消散[15]。

8月24日
- 早上6点：第八号热带低气压在巴巴多斯以东约1555公里海域形成[16]。

8月25日
- 凌晨0点：第八号热带低气压升级成热带风暴并获名“古斯塔夫”（Gustav）[16]。
- 凌晨0点：第九号热带低气压在佛得角西南偏西方向约1555公里洋面发展形成[17]。

8月26日
- 早上6点：第九号热带低气压达到热带风暴强度并获命名为“霍顿斯”（Hortense）[17]。
- 中午12点：热带风暴古斯塔夫达到一级飓风强度标准[16]。

8月27日
- 早上6点：飓风古斯塔夫在小安的列斯群岛以东约330公里海域经过期间成为二级飓风[16]。

8月28日

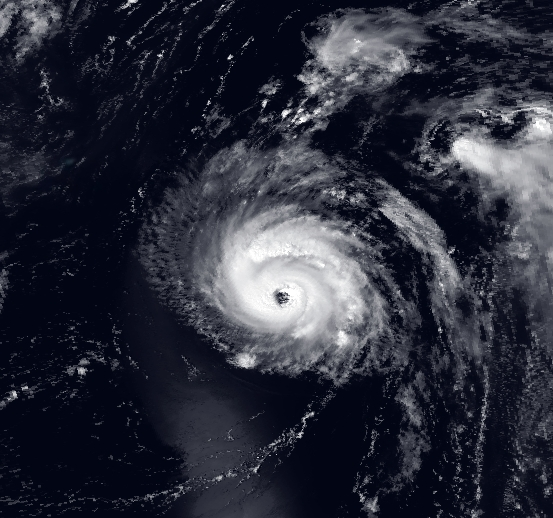
即将达到最高强度的飓风古斯塔夫

- 中午12点：热带风暴霍顿斯达到风速每小时100公里，最低气压993毫巴（百帕，29.32英寸汞柱）的最高强度[17]。
- 下午18点：飓风古斯塔夫减弱成一级飓风[16]。

8月30日
- 早上6点：飓风古斯塔夫再度强化成二级飓风[16]。

8月31日
- 凌晨0点：飓风古斯塔夫成为本季仅有的一场大场飓风[16]。
- 凌晨0点：热带风暴霍顿斯降级成热带低气压[17]。
- 早上6点：飓风古斯塔夫达到风力时速195公里，最低气压956毫巴（百帕，28.23英寸汞柱）的最高强度[16]。
- 中午12点：热带低气压霍顿斯在百慕大东南偏东方向约1295公里洋面消散[17]。

### 9月
9月1日
- 凌晨0点：飓风古斯塔夫弱化成二级飓风[16]。
- 下午18点：飓风古斯塔夫减弱成一级飓风[16]。

9月2日
- 下午18点：飓风古斯塔夫降级成热带风暴[16]。

9月3日
- 早上6点：热带风暴古斯塔夫在纽芬兰以东海域转变成温带气旋[16]。

9月4日
- 凌晨0点：第十号热带低气压在佛得角西南方向洋面发展形成[18]。

9月5日
- 中午12点：第十号热带低气压达到热带风暴强度标准并获名“伊西多尔”（Isidore）[18]。

9月7日

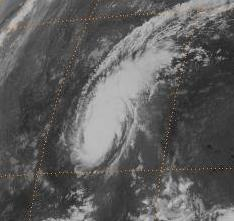
达到最高强度的飓风伊西多尔

- 凌晨0点：热带风暴伊西多尔达到一级飓风强度[18]。
- 中午12点：飓风伊西多尔成为二级飓风，并几乎在同一时间达到风速每小时165公里，最低气压978毫巴（百帕，28.88英寸汞柱）的最高强度[18]。
- 下午18点：飓风伊西多尔减弱成一级飓风[18]。

9月8日
- 下午18点：飓风伊西多尔降级成热带风暴[19]

9月9日
- 下午18点：热带风暴伊西多尔再度达到一级飓风标准[19]。

9月16日
- 早上6点：飓风伊西多尔退化成热带风暴[19]。

9月17日
- 中午12点：热带风暴伊西多尔在开普雷斯（Cape Race）以东数百英里海域转变成温带气旋[19]。

9月18日
- 早上6点：第十一号热带低气压在小安的列斯群岛和非洲之间中途洋面形成[8]。

9月20日
- 下午18点：第十一号热带低气压达到风力时速55公里，最低气压1003毫巴（百帕，29.62英寸汞柱）的最高强度[8]。

9月21日
- 早上6点：第十二号热带低气压在佛得角以西海域形成[20]。

9月24日
- 中午12点：第十二号热带低气压升级成热带风暴并获名“约瑟芬”（Josephine）[20]。

9月26日
- 早上6点：热带风暴约瑟芬弱化成热带低气压[20]。

9月27日
- 中午12点：第十一号热带低气压在小安的列斯群岛东北偏东方向洋面消散[8]。

### 10月
10月1日
- 中午12点：热带低气压约瑟芬再次强化成热带风暴[21]。

10月3日
- 中午12点：第十三号低带低气压在小安的列斯群岛以东近海发展形成[22]。
- 下午18点：第十三号热带低气压成为热带风暴并获名“克劳斯”（Klaus）[22]。

10月5日
- 凌晨0点：热带风暴约瑟芬升级成一级飓风[21]。

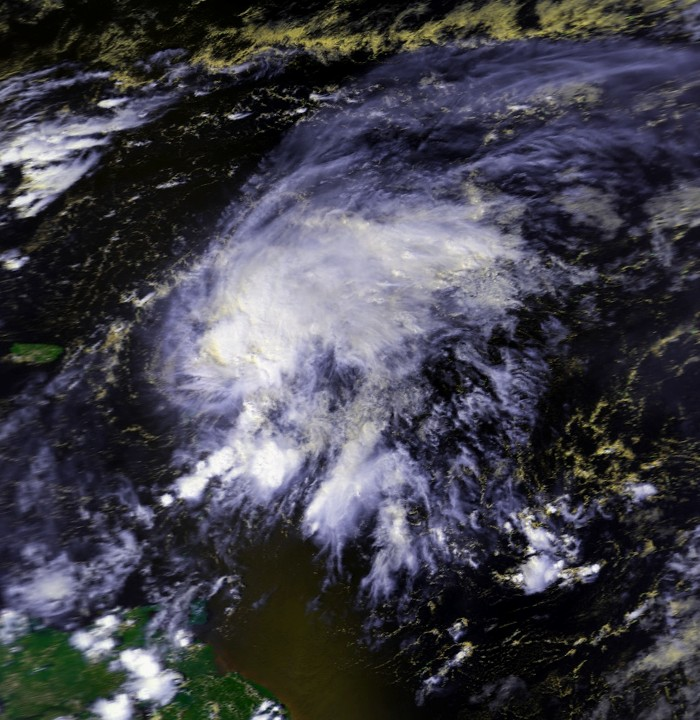
位于巴布达岛以东约20公里、正处最高强度的飓风克劳斯。

- 中午12点：热带风暴克劳斯在巴布达岛以东约20公里海域达到风力时速130公里，最低气压985毫巴（百帕，29.09英寸汞柱）的最高强度，达到一级飓风标准[22]。
- 下午18点：飓风约瑟芬达到风速每小时140公里，最低气压980毫巴（百帕，28.94英寸汞柱）的最高强度[21]。

10月6日
- 早上6点：飓风克劳斯弱化成热带风暴[22]。
- 早上6点：开普雷斯东南方向约1410公里海域形成了今年第三股亚热带低气压[23]。
- 中午12点：飓风约瑟芬退化成热带风暴[21]。
- 下午18点：热带风暴约瑟芬在亚速尔群岛西北偏西方向洋面转变成温带气旋[21]。

10月8日
- 凌晨0点：热带风暴克劳斯减弱成热带低气压[22]。
- 中午12点：热带低气压克劳斯再度达到热带风暴强度标准[22]。

10月9日
- 中午12点：第十四号热带低气压在古巴凯巴连（Caibarién）附近发展形成[24]。
- 下午18点：热带风暴克劳斯被一片低气压天气系统吸收[22]。

10月10日
- 下午18点：第十四号热带低气压长喙成热带风暴并获名“马可”（Marco）[24]。

10月11日
- 凌晨0点：开普雷斯东南海域形成的亚热带低气压获得了足够的热带天气系统特征并强化成飓风丽丽，风暴还在几乎同一时间达到风力时速120公里，最低气压987毫巴（百帕，29.15英寸汞柱）的最高强度[23]。
- 早上6点：热带风暴马可达到风速每小时100公里，最低气压989毫巴（百帕，29.21英寸汞柱）的最高强度[24]。

10月12日

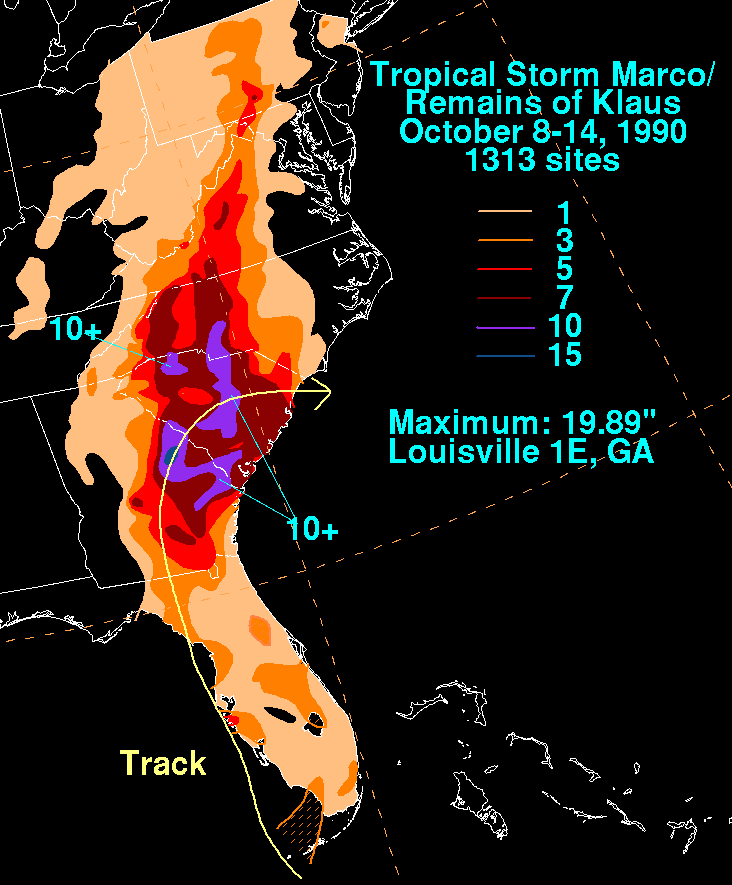
热带风暴马可和飓风克劳斯产生的降水分布图

- 凌晨0点：热带风暴马可减弱成热带低气压并在佛罗里达州锡达礁 (佛罗里达州)附近登陆[24]。
- 中午12点：热带低气压马可在佛罗里达州和乔治亚州边境附近上空转变成温带气旋[24]。

10月13日
- 中午12点：飓风丽丽降级成热带风暴[23]。

10月15日
- 凌晨0点：热带风暴丽丽在新斯科舍近海转变成温带气旋[23]。

10月16日
- 凌晨0点：第十五号热带低气压在小安的列斯群岛东北方向洋面发展形成[25]。
- 下午18点：第十五号热带低气压达到热带风暴强度并获名“娜娜”（Nana）[25]。

10月17日
- 下午18点：热带风暴娜娜升级成一级飓风[25]。

10月19日
- 中午12点：飓风娜娜达到风力时速140公里，最低气压989毫巴（百帕，29.21英寸汞柱）的最高强度[25]。

10月20日
- 凌晨0点：飓风娜娜减弱成热带风暴[25]。

10月21日
- 凌晨0点：热带风暴娜娜退化成热带低气压[25]。
- 下午18点：热带低气压娜娜在百慕大以南海域消散[25]。

### 11月
- 整个11月都没有热带气旋在大西洋盆地发展和形成[9]。

11月30日
- 晚上23点59分：1990年大西洋飓风季正式结束[2]。

## 解释说明
1. ↑  大型飓风指最大持续风速可以在萨菲尔-辛普森飓风等级中达到三级或以上的风暴[5][6]。
2. ↑  东风波指的是沿信风移动的低压槽[5]。